# 冰雪尖刀连
《冰雪尖刀连》，原定名《冬与狮》，是由中国中央电视台、中共浙江省委宣传部、浙江省文化产业投资集团有限公司、浙文影业集团股份有限公司、杭州秋实影视有限公司出品的24集抗美援朝战争题材电视剧，由高希希执导，兰晓龙、陈琼琼编剧，仲环联合编剧，杜淳 、王子奇领衔主演。改编自兰晓龙长篇小说《冬与狮》，兰晓龙同时是电影《长津湖》和《長津湖之水門橋》的编剧，该剧与两部电影的情节紧密相关。2023年8月11日在中国中央电视台综合频道播出，同月16日在浙江卫视中国蓝剧场和官方客户端Z视介播出。

## 剧情
1950年秋，中国人民解放军某军第七侦察连连长伍千里回太湖之滨的老家省亲。伍家长兄伍百里牺牲于淮海战役。千里把性格顽劣的弟弟万里带走当兵，正赶上中国人民志愿军开拔抗美援朝战场。万里结识了一群久经沙场的老兵，和七连在一系列艰苦战斗中一起成长。新兴里一战，七连重创北极熊团；死鹰岭决战，七连识破美军伎俩，成功拦截了美军的退路；为了寻找主力部队，完成了炸断水门桥的任务，获得“钢七连”美誉。经过三次大规模战斗，伍千里牺牲，布雷登、汉斯等军官在激战中被击毙，杰登不甘于水门桥的失败而选择开枪自尽。万里终于成长为一名有担当的战士，他将用余生践行对哥哥的承诺，重建“钢七连”。

## 演员
| 演员   | 角色   | 备注                     |
| ------ | ------ | ------------------------ |
| 杜淳   | 伍千里 | 七连连长，伍家老二       |
| 王子奇 | 伍万里 | 七连战士，伍家老三       |
| 张博   | 梅生   | 七连指导员               |
| 鲁诺   | 布认命 | 七连一排突击排排长       |
| 姬他   | 平河   | 七连一排突击小组战士     |
| 于震   | 雷公   | 本名雷大国，七连炮排排长 |
| 郑伟   | 余从戎 | 伍万里的班长             |
| 邢雨静 | 宁宁   | 布认命的女朋友           |
| 李晨   | 伍百里 | 七连前连长，伍家老大     |

## 音乐
| 类型   | 歌曲       | 作词 | 作曲 | 演唱   |
| ------ | ---------- | ---- | ---- | ------ |
| 主题曲 | 《深爱的》 | 安九 | 张征 | 谭维维 |

## 制作
剧本从立意到创作历时五年，经过了多次研讨。2022年12月29日，该剧在吉林省白山市正式开机。2023年3月，在白山拍摄的战争场景结束，约占24集中的18集。同年4月17日，该剧在横店影视城民国城正式杀青。

## 奖项
| 年份 | 颁奖礼                         | 奖项             | 入围者         | 结果 |
| ---- | ------------------------------ | ---------------- | -------------- | ---- |
| 2024 | 2023国剧盛典                   | 年度优秀剧集     | 《冰雪尖刀连》 | 獲獎 |
| 2024 | 2023国剧盛典                   | 年度优秀演员     | 杜淳、王子奇   | 獲獎 |
| 2024 | 2023国剧盛典                   | 年度优秀制片人   | 李天齐         | 獲獎 |
| 2024 | 第2届中国电视剧年度盛典        | 年度优秀电视剧   | 《冰雪尖刀连》 | 提名 |
| 2024 | 第2届中国电视剧年度盛典        | 年度影响力男演员 | 杜淳           | 提名 |
| 2024 | 首都广播电视节目制作业协会年会 | 年度优秀剧集     | 《冰雪尖刀连》 | 提名 |
| 2024 | 第34届中国电视剧飞天奖         | 优秀电视剧       | 《冰雪尖刀连》 | 提名 |
| 2024 | 第32届中国电视金鹰奖           | 最佳电视剧       | 《冰雪尖刀连》 | 提名 |

## 相关作品
- 《长津湖》
- 《長津湖之水門橋》
- 《士兵突击》